# The Dean Martin Show
The Dean Martin Show war eine wöchentlich ausgestrahlte US-amerikanische Fernsehshow, die für den Sender NBC produziert wurde. Gastgeber war der Entertainer Dean Martin. Die Sendung war von 1965 bis 1974 im Programm – im letzten Jahr unter dem Namen The Dean Martin Comedy Hour – und zählte in den USA zu den erfolgreichsten TV-Shows der 1960er-Jahre.

## Vorgeschichte

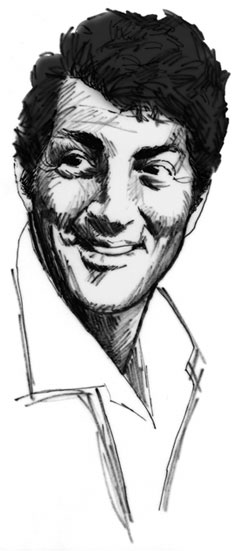
Dean Martin

Der 1917 geborene Dean Martin arbeitete seit 1939 als Nachtclubsänger. Weltweite Bekanntheit erlangte er in der Nachkriegszeit durch eine zehnjährige Zusammenarbeit mit dem Komiker Jerry Lewis, dessen Straight Man, Stichwortgeber und seriöses – „cooles“ – Gegenstück er war. Das Programm von Martin & Lewis war in erster Linie ein Bühnen-Act gewesen; daneben drehten sie 16 Filme mit vergleichbaren Rollenverteilungen. Vereinzelt gab es allerdings auch Fernsehauftritte; so führten beide zu Beginn der 1950er-Jahre mehrfach durch die Colgate Comedy Hour. Parallel zu diesen komödiantisch angelegten gemeinsamen Auftritten verfolgte Martin über Schallplattenproduktionen bei Capitol eine Solokarriere als seriöser Sänger.
Nach der Trennung von Martin & Lewis im Sommer 1956 konzentrierte sich Martin zunächst auf seine Bühnenarbeit. Der Neuanfang erwies sich als schwierig, seine Erfolge beim Publikum und in den Kritiken waren zunächst begrenzt. Kritiker verglichen Martin mit Lewis, dessen Filme und Schallplatten sofort erfolgreich waren, und meinten, ohne Lewis sei Martin allenfalls ein durchschnittlicher Entertainer „mit wenig Humor und begrenztem Charme.“ Auf der Grundlage seiner Tätigkeit als Sänger und seiner Bühnenpräsenz gelang es Martin in den späten 1950er-Jahren allerdings, ein eigenständiges Profil aufzubauen, das er über drei Jahrzehnte konsolidierte. Dabei halfen neben Schallplattenerfolgen auch einige ernsthafte Filmrollen.
Von 1957 bis 1961 brachte NBC erstmals eine Fernsehsendung mit dem Titel Dean Martin Show heraus, die den Charakter eines Specials hatte, zweimal jährlich gesendet wurde und auf insgesamt neun Ausgaben kam.
Ab 1965 legte NBC The Dean Martin Show mit geändertem Konzept neu auf. Sie blieb bis 1974 im Programm.

## Inhalt

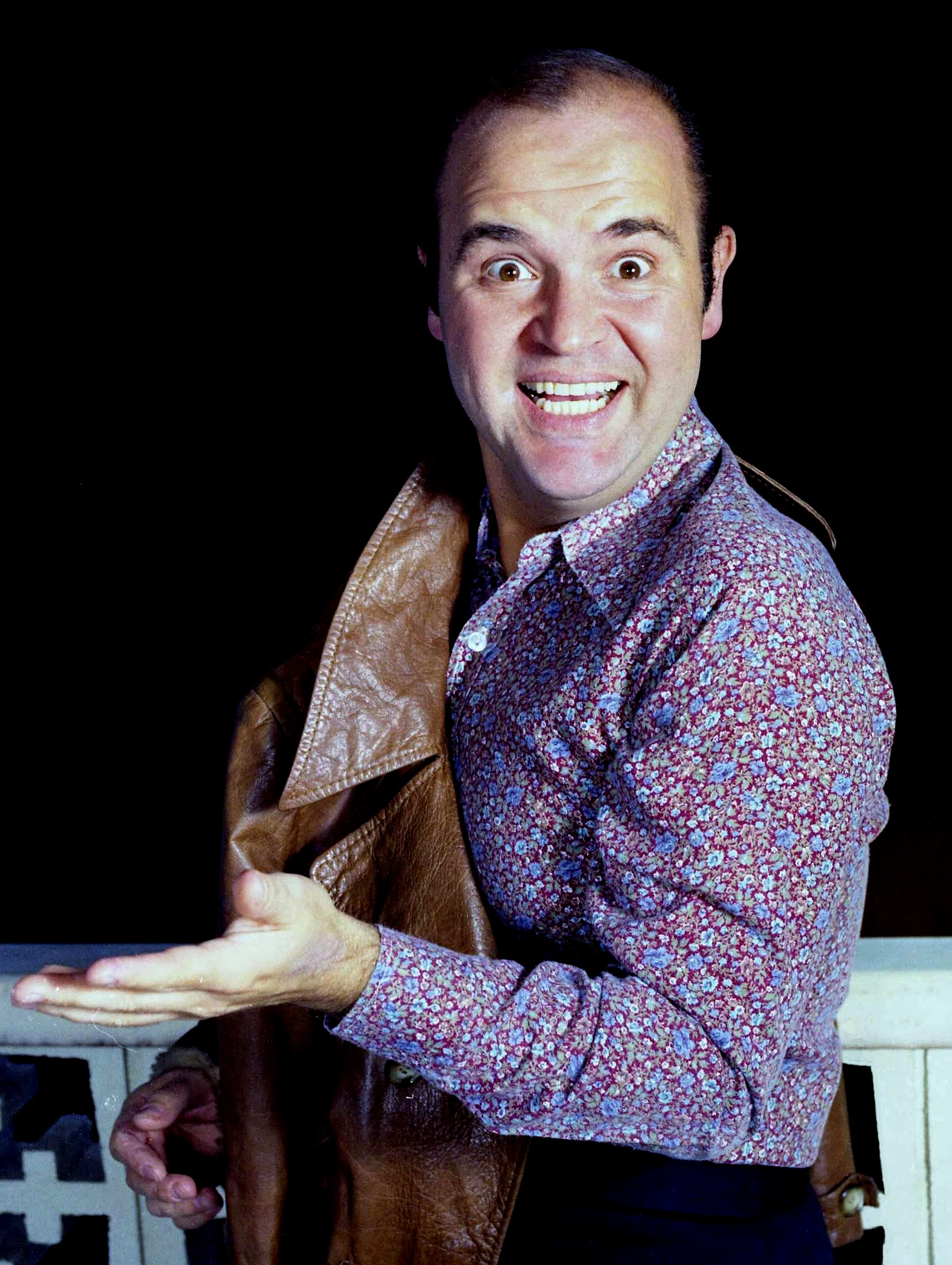
Häufiger Gast in der Dean Martin Show: Dom DeLuise

The Dean Martin Show war als wöchentliche Sendung konzipiert. Sie wurde jeweils am Donnerstagabend ausgestrahlt, in der letzten Staffel am Freitag. Produzent und Regisseur war Greg Garrison.
Zu den regelmäßigen Inhalten der Sendung gehörten Monologe Martins mit humorvollen Beiträgen, die an seine Bühnenauftritte erinnerten; daneben sang er einige Lieder solo.
In jeder Show präsentierte Martin verschiedene „mehr oder weniger prominente Gäste“, die neben Solodarbietungen eine oder mehrere gemeinsame Nummern mit ihm brachten. Teilweise handelte es sich dabei um bekannte Show- und Filmgrößen wie Paul Anka, Tony Bennett, Milton Berle, Bing Crosby, Peggy Lee, Gina Lollobrigida, Julie London, Johnny Mathis, Louis Prima, Peter Sellers und James Stewart. Zum überwiegenden Teil waren die Gäste allerdings die Bekanntheiten der jeweiligen Saison. Vereinzelt erschienen auch europäische Stars, unter ihnen Elke Sommer und die Kessler-Zwillinge. Martin brachte wiederholt auch seine Kinder in der Show unter. Dino, Desi & Billy, die Beatband seines Sohnes Dean Paul, erschien bereits in der ersten Saison; später traten auch Martins Töchter Gail und Deana bei ihm auf. Während die meisten Gäste nur einmal engagiert wurden, traten einzelne Künstler wiederholt in der Sendung auf. Zu ihnen gehörten Martins Onkel Leonard Barr, Tom Bosley, Rodney Dangerfield, Dom DeLuise, Lou Jacobi, Guy Marks, Kay Medford, Charles Nelson Reilly und Nipsey Russell. Sie wurden vielfach bei wiederkehrenden Sketch-Formaten oder Running Gags eingesetzt.
Ab 1968 ergänzte die weibliche Ballettformation Gold Diggers (ab 1971: Ding-A-Ling-Sisters) die Show. Regelmäßiger Gast war außerdem Martins langjähriger Pianist Ken Lane, der als Straight Man fungierte. Martins Assistent Mack Gray wurde schließlich als musikalischer Koordinator geführt.

## Produktion
Das Besondere an der Dean Martin Show war ein sehr hohes Maß an Improvisation, das in Martins Zeitnot und seinem Wunsch begründet war, nicht länger als einen achtstündigen Arbeitstag für jede Sendung aufwenden zu müssen. Um diese Vorgabe umzusetzen, produzierte Garrison die Shows in streng getrennten Sequenzen. Alle Szenen, in denen Martin nicht zu sehen war, wurden ohne ihn gedreht; bei Bedarf sprang ein Double ein. Martins Szenen entstanden völlig unabhängig davon; sie wurden später mit den vorbereiteten Aufnahmen zusammengeschnitten. Selbst Dialoge wurden getrennt voneinander aufgenommen. Einige Gäste der Dean Martin Show bekamen Martin überhaupt nicht zu Gesicht. Wie bei seinen Spielfilmen verzichtete Martin nahezu vollständig auf Proben. Er ließ sich seine Einsätze von Garrison erklären; die Details improvisierte er unter Zuhilfenahme von Stichwortkarten (Cue Cards), die neben einer Kamera positioniert waren. Die Gäste empfanden diese Arbeitsweise üblicherweise als unprofessionell; die Country-Sängerin Loretta Lynn etwa bezeichnete die Arbeit an der Dean-Martin-Show als „mess“ (Chaos). Martin und Garrison instrumentalisierten die mangelnde Vorbereitung des Gastgebers. Die Cue Cards erschienen wiederholt im Bild. Martin bezog sie in seine Witze ein, beispielsweise indem er Leseschwierigkeiten vortäuschte, und relativierte damit offen die Ernsthaftigkeit der Sendung. Die Mehrschichtigkeit der Rolle Martins wurde zu einem vom Publikum geschätzten Bestandteil der Sendung.

## Erfolge und Auszeichnungen
The Dean Martin Show war eine der erfolgreichsten Fernsehproduktionen der 1960er-Jahre. Sie erzielte nach kurzer Zeit herausragende Einschaltergebnisse – Untersuchungen ergaben einen Durchschnittswert von 38 Prozent – und ließ sich weltweit verkaufen. Von 1965 bis 1974 entstanden 264 Folgen der Show.
Anfänglich hatte NBC nur einen Einjahresvertrag mit Martin abgeschlossen. Um Martin nach dem erfolgreichen ersten Jahr weiter an den Sender zu binden, versiebenfachte NBC Martins Gage für die folgenden drei Jahre auf 283.000 US-$ pro Sendung. Durch diesen Vertrag, der Martin über Jahre zum bestverdienenden Entertainer der Welt machte, geriet NBCs Muttergesellschaft RCA in eine wirtschaftliche Schieflage. Im engeren Kreis äußerte Martin die Einschätzung, dass er eine derart hohe Gage nicht wert sei.
1967 wurde Dean Martin als Bester Fernsehstar mit dem Golden Globe Award ausgezeichnet. In den Jahren 1968 bis 1970 folgten weitere Nominierungen. Regisseur Greg Garrison, der für die Inszenierung vieler Folgen verantwortlich war und auch als Produzent begleitete, wurde für seine Arbeit an einer Folge aus dem Jahr 1968 mit dem Emmy geehrt. Von 1966 bis einschließlich 1974 wurde die Serie insgesamt 15 Mal für den Emmy nominiert. Garrison erhielt zudem drei Nominierungen für den Directors Guild of America Award.

## Kritiken
Martin machte die Show nach eigenen Worten „für die einfachen Menschen“. Im Laufe der Jahre wurde die Dean Martin Show zunehmend vulgärer. Die Presse kritisierte in den 1970er-Jahren Martins „Trinkerwitze, Mädchenwitze und Zweideutigkeiten“ vielfach als unzeitgemäß, sexistisch und erniedrigend und gab Martin den Titel „King Leer“ (etwa: König der Zote). Christliche Presseorgane rieten zuletzt davon ab, die Sendung zu verfolgen.

## Fortsetzung
Von Oktober 1974 bis Dezember 1984 brachte NBC mit geändertem Format 20 Auflagen des The Dean Martin Celebrity Roast heraus, in der komödiantische Beiträge mit Prominenten gezeigt wurden.